# Modesto Cortázar Leal de Ibarra
Modesto Cortázar Leal de Ibarra (Briviesca, Burgos, 15 de juny de 1783 - Madrid, 25 de gener de 1862) va ser un polític espanyol, que va arribar a ser president del Govern espanyol durant el regnat d'Isabel II d'Espanya.
Després d'estudiar dret, va treballar com a advocat i després com a jutge i president de l'Audiència de Valladolid. Fou elegit diputat al Congrés dels Diputats per Zamora en 1839, 1840, 1844, 1846 i 1851.
Després de la caiguda del gabinet de Valentín Ferraz y Barrau en 1840, la regent Maria Cristina de Borbó, llavors a València, li va encomanar la formació de govern, en el qual va ocupar la presidència del Consell i el Ministeri de Gracia i Justícia. En plena Dècada Moderada (1843-1854), època d'aixecaments militars, aldarulls i d'un liberalisme restrictiu, va ser ministre d'Estat (1847) en el gabinet de Florencio García Goyena. En gener de 1847 va ser uns dies president del Congrés dels Diputats.